# Radim Běleš
Radim Běleš (6 de marzo de 1973) es un deportista checo que compitió en atletismo adaptado. Ganó tres medallas en los Juegos Paralímpicos de Verano en los años 2004 y 2012.

## Palmarés internacional
| Juegos Paralímpicos | Juegos Paralímpicos   | Juegos Paralímpicos | Juegos Paralímpicos |
| Año                 | Lugar                 | Medalla             | Prueba              |
| ------------------- | --------------------- | ------------------- | ------------------- |
| 2004                | Atenas (Grecia)       | Medalla de oro      | Disco F32/51        |
| 2004                | Atenas (Grecia)       | Medalla de plata    | Maza F32/51         |
| 2012                | Londres (Reino Unido) | Medalla de plata    | Maza F31/32/51      |